# Collège des Jésuites de Polotsk
Vous pouvez aider à l'améliorer ou bien discuter des problèmes sur sa page de discussion.
- Il ne cite pas suffisamment ses sources. Vous pouvez indiquer les passages à sourcer avec {{référence nécessaire}} ou {{Référence souhaitée}}, et inclure les références utiles en les liant aux notes de bas de page. (Marqué depuis mars 2024)
- Certaines informations devraient être mieux reliées aux sources mentionnées dans la bibliographie ou les liens externes. Améliorez sa vérifiabilité en les associant par des références. (Marqué depuis mars 2024)

- Archive Wikiwix
- Bing
- Cairn
- DuckDuckGo
- E. Universalis
- Gallica
- Google
- G. Books
- G. News
- G. Scholar
- Persée
- Qwant
- (zh) Baidu
- (ru) Yandex
- (wd) trouver des œuvres sur Wikidata

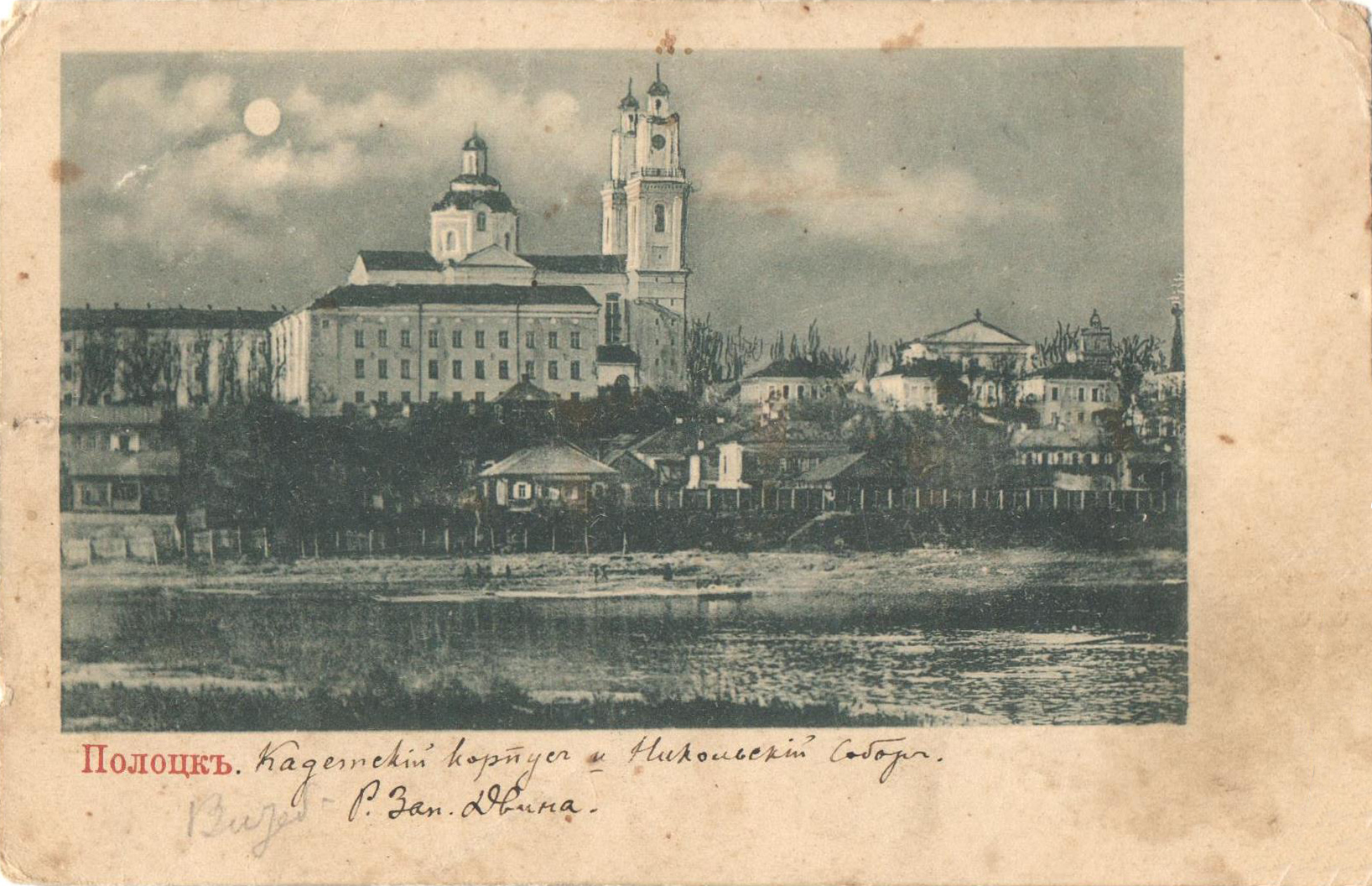
Anciens collège et église des jésuites, à Polotsk (1904)

L'ancien collège des Jésuites de Polotsk est une ancienne institution d’enseignement jésuite sise dans ce qui est aujourd’hui la Biélorussie. Fondé en 1580 dans une ville qui se trouvait alors dans le grand-duché de  Lituanie, le collège survit la suppression des jésuites (en 1773) parce que se trouvant en territoire administré par l’Empire russe. Durant une quarantaine d’année, il est le quartier général des Jésuites de Russie. Devenue académie universitaire, l’institution est fermée en 1812 lorsque les Jésuites sont expulsés de Russie. École militaire au XIXe siècle, les bâtiments abritent aujourd'hui l'université de Polotsk.

## Histoire
Étienne Báthory, roi de Pologne, prend la ville de Polotsk en 1579, durant la guerre de Livonie. Il invite bientôt les Jésuites à s’y installer dans l'espoir de diminuer l'influence de l'Église orthodoxe russe. En 1580, les Jésuites ouvrent un collège, suivant le modèle de leur académie de Vilnius. Le premier recteur en est Piotr Skarga. L’institution se développe et prend de l’importance: une faculté de philosophie est ouverte en 1649 et une faculté de théologie en 1737, avec scolasticat jésuite y attenant.
La partition de l'Union polono-lituanienne en 1772, fait passer Polotsk dans l’Empire russe. Ce qui soustrait le collège à la décision de Clément XIV qui, en 1773, supprime la Compagnie de Jésus, l’impératrice de Russie, Catherine II, refusant que le bref pontifical soit promulgué sur son territoire.
Stanislas Czerniewicz, le recteur du collège, devient, d’abord de facto puis de jure, supérieur des jésuites de Russie, lorsque, en 1782, il est élu vicaire général lors de la première congrégation générale de Pologne. Lorsque, à partir de 1775, la rumeur se répand en Europe que Pie VI a discrètement approuvé la survivance des Jésuites en Russie, le collège devient le point de ralliement des anciens jésuites souhaitant être réadmis dans la Compagnie de Jésus. Un noviciat y est ouvert en 1779.
Lorsque les congrégations régionales des jésuites sont convoquées, c’est au collège de Polotsk qu’elles se rassemblent, ainsi pour l’élection d’un successeur à Czerniewicz en 1782. Et plus tard en 1785, 1799, 1802 et 1805. La présence d’un grand nombre de jésuites venus des quatre coins d’Europe, et compétents en de nombreux domaines, donne un prestige considérable au collège, considéré comme le meilleur de l’Empire russe. Les élèves affluent de partout en Europe : Polotsk est un centre intellectuel important et le plus international des collèges. Il est élevé au niveau d'’Académie’ (c’est-à-dire ‘Université’) par le tsar Alexandre Ier en 1812.
Bientôt, à la suite d'une conversion religieuse retentissante d'un proche de l'empereur, les relations se détériorent entre les Jésuites et l'empereur. En 1820, ils sont bannis de l’ensemble de l’Empire russe et leurs collèges sont fermés. Cependant avec la bulle ‘Sollicitudo omnium ecclesiarum’ du 4 août 1814, Pie VII a rétabli universellement la Compagnie de Jésus. Ils sont à nouveau admis presque partout ailleurs en Europe. La grande bibliothèque de l’Académie de Polotsk — 60 000 volumes — est dispersée.

## Aujourd'hui
L’académie passe entre les mains de divers congrégations religieuses jusqu’en 1830. En 1835, les bâtiments abritent une école militaire de cadets pour la carrière d'officiers dans l'armée impériale russe, le corps des cadets de Polotsk. Cela dure 83 ans. Finalement l’université de Polotsk s’y installe, connue jusqu’en 1993 comme « Novopolotsk Polytechnique ». L’église jésuite Saint-Étienne, construite en 1745, et faisait partie du complexe institutionnel fut reconsacrée comme cathédrale orthodoxe Saint-Nicolas. Pillée puis fermée en 1921, elle fut détruite sous le régime communiste en 1964.
Sous le nom de Collegium Bobolanum, la faculté pontificale de théologie de Varsovie, fondée en 1998, affirme reprendre le patrimoine historique de l’Académie de Polotsk. En 2005, les bâtiments anciens du Collège ont été partiellement reconstruits et abritent aujourd'hui la faculté d'histoire et lettres de l'Université d'État de Polotsk.

## Enseignants notables
- Très Révérend Franciszek Kareu
- Gabriel Gruber
- Stanislas Czerniewicz
- Gabriel Lenkiewicz
- Wojciech Tylkowski

## Étudiants notables
- Giovanni Antonio Grassi (en), administrateur académique et président du Georgetown College
- Jan Roothaan, Supérieur général jésuite
- Fiodor Petrovitch Tolstoï, artiste
- Walenty Wańkowicz, peintre